# Grady Cofer
Grady W. Cofer (* 22. Januar 1971 im Contra Costa County, Kalifornien, Vereinigte Staaten) ist ein US-amerikanischer Spezialeffektekünstler.

## Leben und Wirken
Cofer stieß zu Beginn der 1990er Jahre zur Filmbranche in Hollywood und war bereits frühzeitig in verschiedenen Funktionen an digitaltechnisch zum Teil sehr aufwändigen und hochbudgetierten Produktionen beteiligt. Die wichtigsten von ihm mitbetreuten visuellen Spezialeffekte seit Mitte der 1990er Jahre sind unter anderem in Blockbustern wie Titanic, Godzilla, Blade, Wild Wild West, Sleepy Hollow, Mission: Impossible II, Gangs of New York, Fluch der Karibik und Avatar – Aufbruch nach Pandora zu sehen. Für seine Leistung in Steven Spielbergs Science-Fiction-Verfilmung Ready Player One wurde Cofer 2019 gemeinsam mit den Kollegen Roger Guyett, Matthew E. Butler und David Shirk mit einer Oscar-Nominierung in der Kategorie Beste visuelle Effekte bedacht.

## Filmografie
- 1996: Tödliche Weihnachten
- 1997: Alien – Die Wiedergeburt
- 1997: Titanic
- 1997: Godzilla
- 1997: Blade
- 1998: Der Staatsfeind Nr. 1
- 1998: Wild Wild West
- 1999: Mystery Men
- 1999: Sleepy Hollow
- 1999: Mission: Impossible II
- 1999: Mission to Mars
- 2000: Scary Movie
- 2000: Die Mumie kehrt zurück
- 2001: Scary Movie 2
- 2001: Planet der Affen
- 2001: Spy Kids
- 2001: Texas Rangers
- 2002: Gangs of New York
- 2002: Star Wars: Episode II – Angriff der Klonkrieger
- 2002: Terminator 3 – Rebellion der Maschinen
- 2002: Master & Commander – Bis ans Ende der Welt
- 2003: Van Helsing
- 2003: Fluch der Karibik
- 2004: Star Wars: Episode III – Die Rache der Sith
- 2005: München
- 2005: Das Mädchen aus dem Wasser
- 2006: Pirates of the Caribbean – Am Ende der Welt
- 2007: There Will Be Blood
- 2007: Von Löwen und Lämmern
- 2008: Indiana Jones und das Königreich des Kristallschädels
- 2009: Avatar – Aufbruch nach Pandora
- 2012: Battleship
- 2013: Die Unfassbaren – Now You See Me
- 2013: Lone Survivor
- 2013: Elysium
- 2014: Selma
- 2015: Terminator: Genisys
- 2018: Ready Player One
- 2018: Wir
- 2021: Space Jam: A New Legacy